# Ауди Q7
„Ауди Q7“ (Audi Q7) е модел автомобили с повишена проходимост (SUV, сегмент J), произвеждан от германската компания „Ауди“, първоначално в завода на „Фолксваген Груп“ в Братислава, заедно с „Фолскваген Туарег“ и „Порше Кайен“, с които дели една платформа.
Дебютът на модела е на Международното автомобилно изложение (IAA) във Франкфурт през 2005-а, а производството започва през 2006 г. Q7 е базиран на прототипа Ауди Pikes Peak Quattro от 2003 г.

## Първо поколение (2005 – 2015)

### Технически характеристики
Q7 е създаден предимно за употреба на пътя, а не за сериозни офроуд изпитания. Въпреки това на тестове в австралийската пустош този модел на Ауди се справя учудващо добре за автомобил от клас „луксозен всъдеход“. Задвижването е перманентно на четирите колела (quattro) с асиметрично, динамично разпределение на въртящия момент. Самоблокиращият се централен диференциал и регулируемото въздушно окачване също допринасят за доброто представяне извън пътя. Всички модели се продават с шестстепенен типтроник, като само моделите с 3.6 литрови двигатели могат да бъдат поръчани с шестстепенна механична скоростна кутия.
Сред екстрите, които могат да бъдат поръчани допълнително, се открояват системата за спазване на дистанция Adaptive Cruise Control (АСС), система, която предупреждава за автомобили, намиращи се в мъртвия ъгъл (Audi Side Assist), фарове, които сменят посоката на светене при завой, камера за шофиране на заден ход и др. Q7 е един от първите автомобили, които могат да бъдат оборудвани с Bluetooth телефон, който чрез протокола SIM Access Profile може да се свърже със SIM картата на мобилния телефон на шофьора и да използва услугите на GSM мрежата.
Допълнително може да бъде поръчан и трети ред седалки, който обаче не предлага особен комфорт за седящите на него. С него местата в Q7 стават седем.

### Двигатели
В началото Q7 се продава с 4.2 литров бензинов и 3.0 турбодизелов двигател. През 2007 гамата е допълнена с 3.6 литров бензинов и 4.2 литров турбодизелов двигател. Последният е един от най-мощните серийни дизелови двигатели на пазара. За 2008 е планирано производството на хибриден агрегат на базата на 4.2 литровия бензинов двигател, както и на шестлитров дванадесетцилиндров дизелов двигател, който е леко модифицирана версия на двигателя на победителя от състезанието 24-те часа на Льо Ман Ауди R10 TDI. Той е представен за първи път през 2006 и със своите 500 к.с. според Ауди е най-мощният сериен дизелов двигател, монтиран в автомобил. Обявен е и 5.2 литров десетцилиндров бензинов агрегат, но не се знае кога той ще влезе в производство.
| Бензин       | Бензин   | Бензин   | Бензин            | Бензин        | Бензин                 | Бензин |
| Цилиндри     | Двигател | Обем     | Мощност           | Макс. скорост | Ускорение 0 – 100 км/ч |        |
| ------------ | -------- | -------- | ----------------- | ------------- | ---------------------- | ------ |
| Шест V       | 3.6 FSI  | 3597 cm³ | 206 kW (280 к.с.) | 225 км/ч      | 8,5 сек                |        |
| Осем V       | 4.2 FSI  | 4163 cm³ | 257 kW (350 к.с.) | 244 км/ч      | 7,4 сек                |        |
| Десет V      | 5.2 FSI  |          | 353 kW (480 к.с.) |               |                        |        |
| Дизел        |          |          |                   |               |                        |        |
| Цилиндри     | Двигател | Обем     | Мощност           | Макс. скорост | Ускорение 0 – 100 км/ч |        |
| Шест V       | 3.0 TDI  | 2967 cm³ | 171 kW (233 к.с.) | 268 км/ч      | 8,1 сек                |        |
| Осем V       | 4.2 TDI  | 4134 cm³ | 240 kW (326 к.с.) | 283 км/ч      | 5,2 сек                |        |
| Дванадесет V | 6.0 TDI  |          | 368 kW (500 к.с.) | 302 км/ч*     | 4,5 сек                |        |
| Хибрид**     |          |          |                   |               |                        |        |
| Осем V       | 4.2 FSI  | 4163 cm³ | 257 kW (350 к.с.) |               | 6,8 сек                |        |

Забележка: * скоростта е електронно ограничена; ** данните за хибридния модел са от прототипа

### Сигурност
Въпреки многото въздушни възглавници и електронните системи за сигурност, Q7 получава оценка 4 четири звезди (от пет възможни) на краш-тестовете на Euro NCAP. Според Ауди това се дължи на грешка в дизайна, отстранена в моделите, произведени след провеждането на теста.

### Награди
На 10 ноември 2005 г. Q7 получава златен волан в клас всъдеходи, една от най-престижните германски награди за нови автомобили. Читателите на списание Ауто, мотор унд шпорт го класират на второ място в класа си.

### Abt Q7
Фирмата за тунинг АБТ Спортслайн предлага две тунинговани версии на Q7 – Abt AS7 и Abt AS7-R.
Версията AS7 е базирана на Q7 3.0 TDI. За разлика от него обаче двигателят е модифициран и има 272 к.с., с 39 повече от нормалния модел. Максималната скорост е 218 км/ч, а от 0 до 100 км/ч ускорява за 8,9 секунди.
AS7-R е модифицирана версия на модела Q7 4.2 FSI. Мощността на двигателя е 500 к.с. (150 повече), максималната скорост е 260 км/ч, а ускорението от 0 до 100 км/ч е за 5,9 секунди.
Q7 е преобразен и на външен вид. Тунингованите версии разполагат с преден спойлер и удебелени калници, различаващи се по цвят от черната каросерия (бял и оранжев), заден спойлер, 22-цолови джанти и др. За комфорта на пътниците се грижи мултимедийна система от Alpine Electronics, 10-инчови монитори, тунер за дигитална телевизия, Плейстейшън и др.